# Троицкая церковь (Вена)
Храм Святой Троицы (нем. Kirche Zur Heiligsten Dreifaltigkeit) в Вене, более известный как Храм Вотрубы, — римско-католический храм, построен  по проекту Фрица Вотрубы в период с августа 1974 по сентябрь 1976 года.
Расположен в Мауэре, части Лизинга, 23-го района города. Храм выстроен на высоте 328 м на горе Санкт-Георгенберг (Sankt Georgenberg), на границе с Венским Лесом.
Сооружение в стиле брутализм состоит из 152 асимметрично расположенных бетонных блоков, размеры которых варьируют от 0,84 до 64 м³, а масса — от 1,8 до 141 тонны. Самый высокий блок достигает 13,10 м в высоту. Не имеет традиционных витражей, свет проникает внутрь через нерегулярно расположенные обычные стеклянные окна. Весь храм имеет размеры 30×22 м, а его высота составляет 15,5 м.
Из-за отхода от традиционных форм церковного строительства возведение здания встретило некоторое сопротивление местных жителей. С другой стороны, столь необычный вид привлекает немало любопытствующих.